# Abrakadabra (album)
Az Abrakadabra a Neoton Famíliának a kettéválás előtti utolsó lemeze. 1990-ben és 1996-ban CD-n is kiadták. 
A CD-változatra bónuszdalok is felkerültek.

## Megjelenések
| Ország       | Formátum | Sorszám    | Kiadó  | Év   |
| ------------ | -------- | ---------- | ------ | ---- |
| Magyarország | LP       | SLPM 37265 | Profil | 1989 |
| Magyarország | MC       | MK 37265   | Profil | 1989 |
| Magyarország | CD       | HCD 37265  | Profil | 1990 |
| Magyarország | CD       | HCD 37265  | Profil | 1996 |

## Az album dalai
- Abrakabadra (Pásztor-Jakab-Hatvani) 4:12
- Nincs semmi baj (Pásztor-Bognár-Hatvani) 3:48
- Vannak kivételek (Pásztor-Jakab-Hatvani) 4:33
- Csipkerózsika (Pásztor-Jakab-Hatvani) 4:22
- Első szerelem (Pásztor-Jakab-Jávor) 4:16
- Na gyere! (Pásztor-Jakab-Hatvani) 4:25
- Elmész már? (Pásztor-Jakab-Hatvani) 3:38
- Ugye arra gondoltál? (Pásztor-Jakab-Hatvani) 4:38
- Azon az éjszakán (Jakab-Bardóczi-Barta) 4:19
- Esőben (Pásztor-Jakab-Hatvani) 4:17

CD-változat:
- Abrakabadra
- Nincs semmi baj
- Vannak kivételek
- Esik? Esik... (Pásztor-Zelk Zoltán) 4:50
- Csipkerózsika
- Első szerelem
- Na gyere!
- Holnap (Pásztor-Jakab-Hatvani) 4:03
- Elmész már?
- Ugye arra gondoltál?
- Medve táncdal (Baracs-Hatvani) 4:18
- Azon az éjszakán
- Esőben

## Közreműködők
- Baracs János – ének, basszusgitár
- Bardóczi Gyula – ütőhangszerek, dobok
- Csepregi Éva – ének
- Jakab György – billentyűs hangszerek, ének
- Lukács Erzsébet – vokál
- Pásztor László – gitár, ének
- Schäffer Edina – vokál
- Végvári Ádám – ének, gitár

valamint
- Pál Éva – vokál